# Quan hệ Nhật Bản – Hoa Kỳ
Quan hệ Hoa Kỳ – Nhật Bản (日米関係 Nichibei Kankei) nói tới quan hệ quốc tế giữa Nhật Bản và Hoa Kỳ. Các mối quan hệ bắt đầu vào cuối thế kỷ 18 và đầu thế kỷ 19, với các nhiệm vụ ngoại giao nhưng được hỗ trợ bởi lực lượng của các thuyền trưởng tàu Hoa Kỳ James Glynn và Matthew C. Perry tới Mạc phủ Tokugawa. Các nước duy trì quan hệ tương đối thân ái sau đó. Các tranh chấp tiềm ẩn đã được giải quyết. Nhật Bản thừa nhận quyền kiểm soát của Mỹ đối với Hawaii và Philippines và Hoa Kỳ đã đáp lại tương tự với Triều Tiên. Bất đồng về việc người Nhật nhập cư vào Hoa Kỳ đã được giải quyết vào năm 1907. Hai nước là đồng minh chống lại Đức trong Thế chiến I.

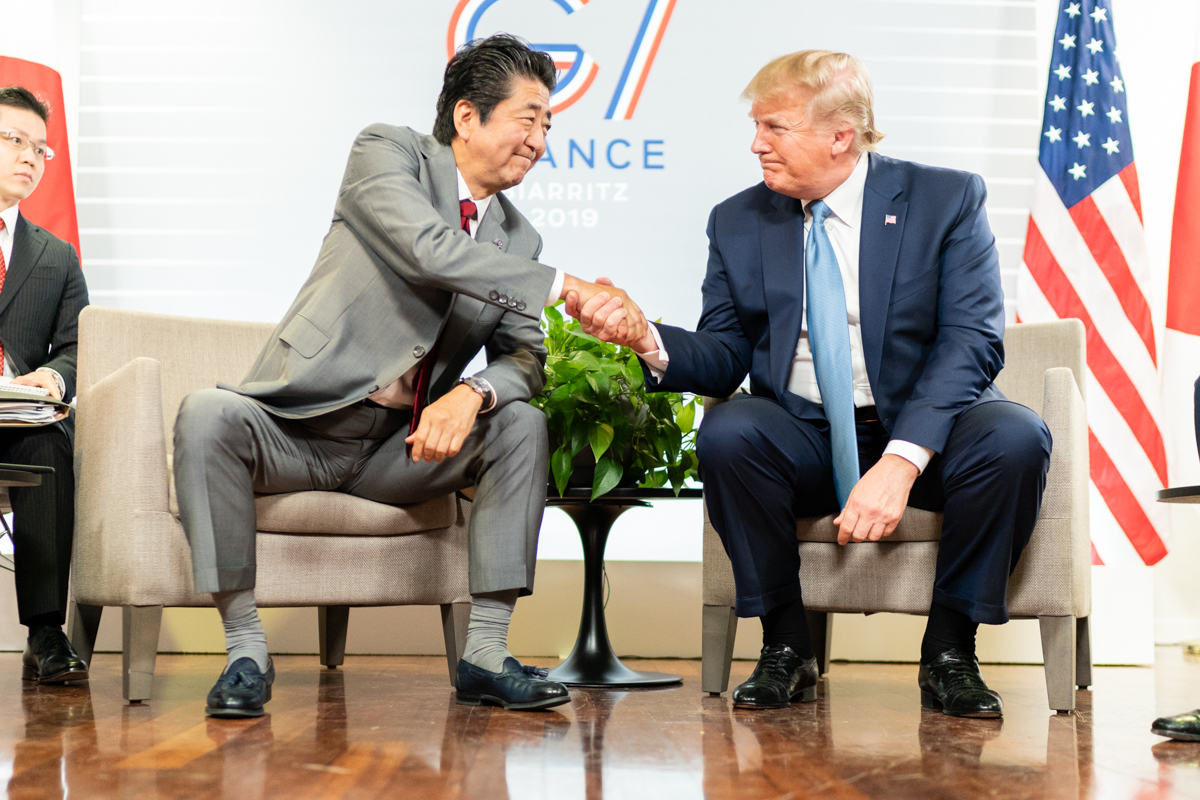
Thủ tướng Nhật Bản Shinzō Abe với Tổng thống Mỹ Donald Trump tại G7 lần thứ 45 ở Biarritz, tháng 8 năm 2019.

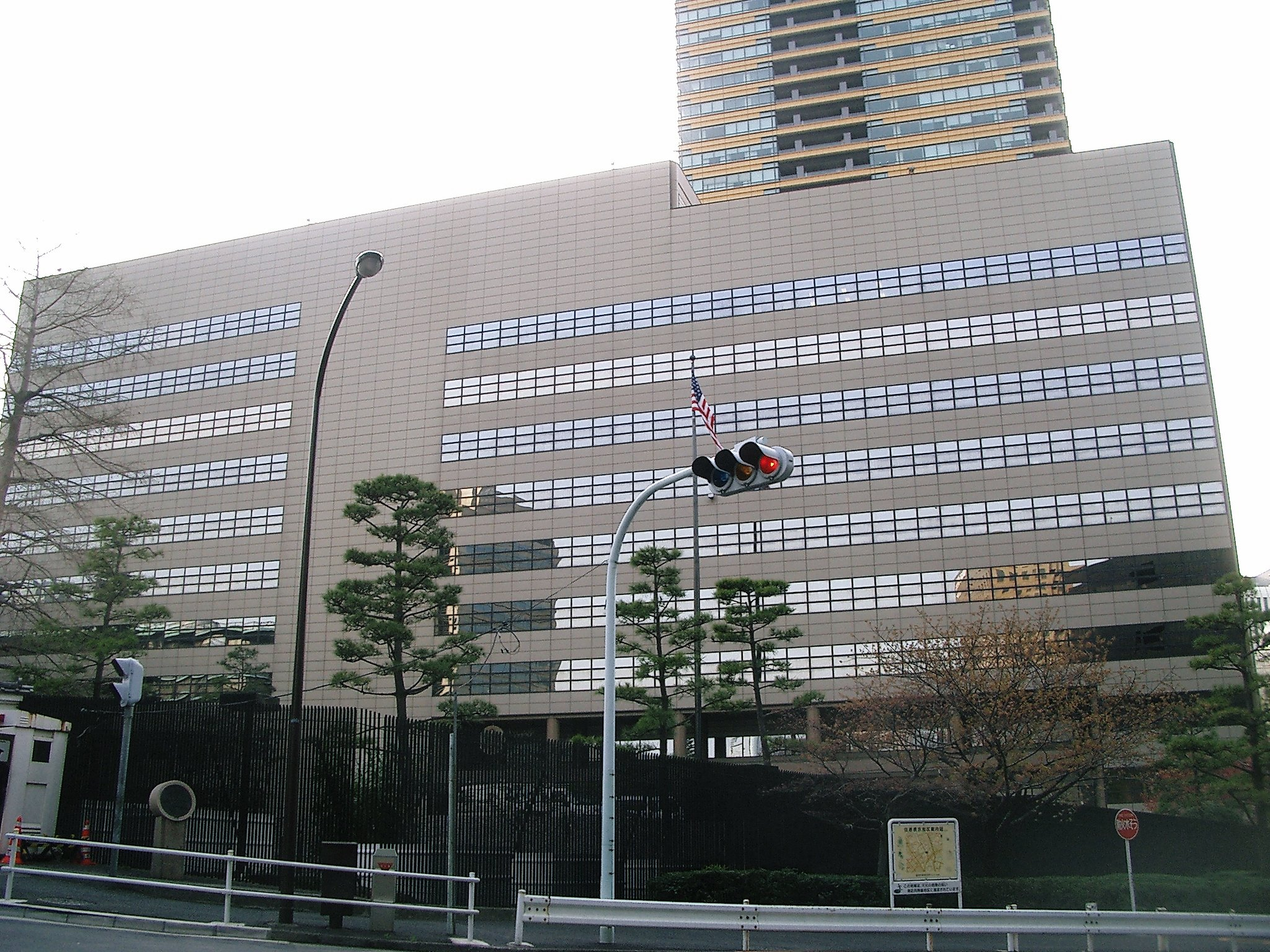
Đại sứ quán Hoa Kỳ tại Nhật Bản.

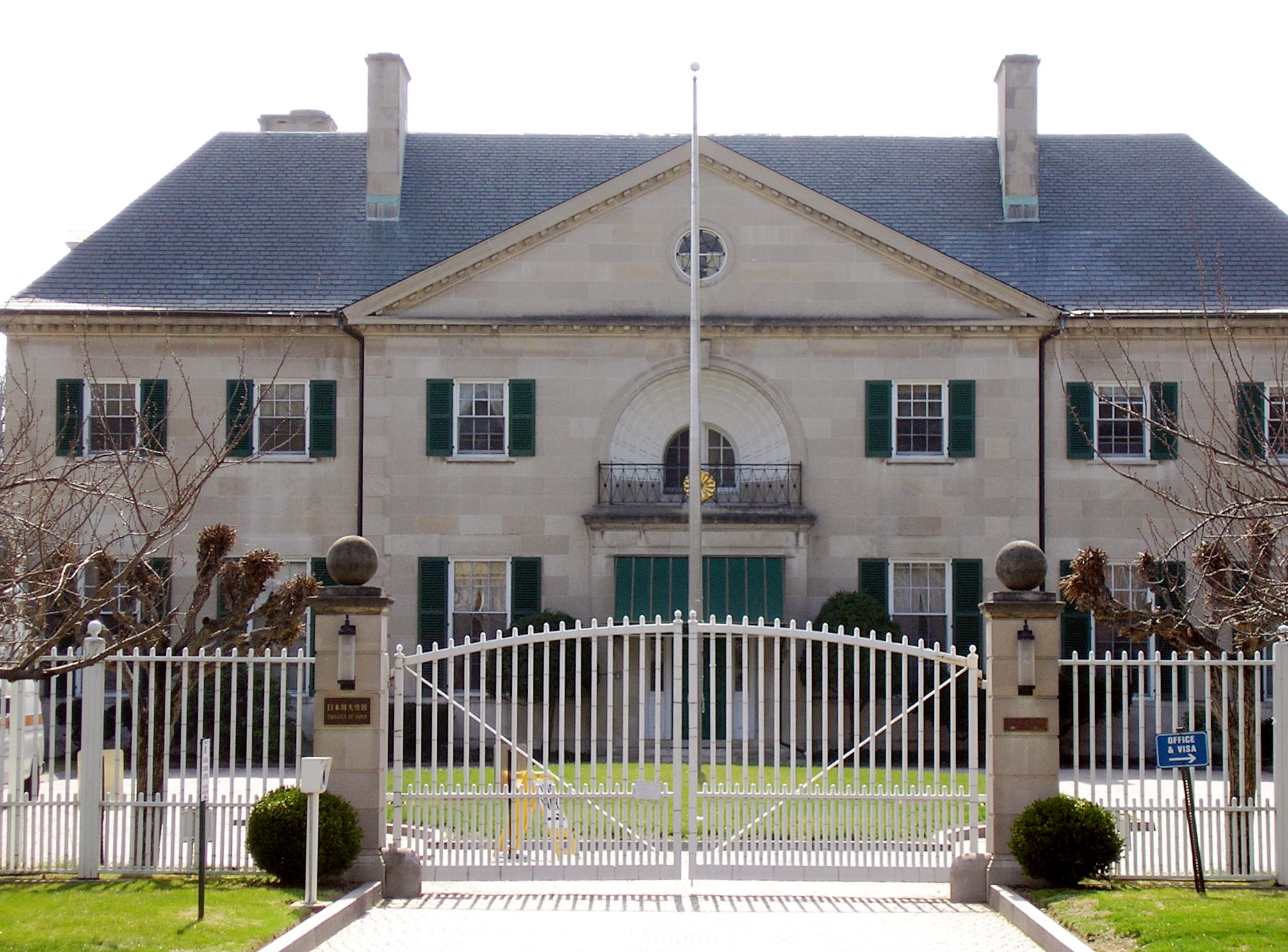
Đại sứ quán Nhật Bản tại Hoa Kỳ.

Từ đầu năm 1879 và tiếp tục trong hầu hết bốn thập kỷ đầu của những năm 1900, các chính khách có ảnh hưởng lớn của Nhật Bản, Hoàng tử Iyesato Tokugawa (1863-1940) và Nam tước Eiichi Shibusawa (1840-1931) đã lãnh đạo một phong trào lớn trong nước và quốc tế của Nhật ủng hộ thiện chí và tôn trọng lẫn nhau với Hoa Kỳ. Tình bạn của họ với Hoa Kỳ bao gồm quan hệ đồng minh với bảy tổng thống Hoa Kỳ, Ulysses Grant, Theodore Roosevelt, Taft, Wilson, Harding, Hoover và Franklin Delano Roosevelt. Chỉ sau khi hai nhà ngoại giao và nhà nhân đạo tài giỏi này của Nhật Bản qua đời, các chiến binh Nhật Bản mới có thể gây áp lực buộc Nhật Bản tham gia với phe Trục trong Thế chiến thứ hai.
Bắt đầu từ năm 1931, căng thẳng leo thang. Các hành động của Nhật Bản chống lại Trung Quốc vào năm 1931 và đặc biệt là sau năm 1937 trong Chiến tranh Trung-Nhật lần thứ hai đã khiến Hoa Kỳ cắt nguồn dầu và thép mà Nhật Bản cần cho các cuộc chinh phạt quân sự của họ. Nhật Bản đáp trả bằng các cuộc tấn công vào quân Đồng minh, bao gồm cuộc tấn công bất ngờ vào Trân Châu Cảng vào ngày 7 tháng 12 năm 1941, làm thiệt hại nặng nề căn cứ hải quân của Hoa Kỳ tại Trân Châu Cảng, mở đầu cho Thái Bình Dương của Thế chiến thứ hai. Hoa Kỳ đã đầu tư lớn vào sức mạnh hải quân và phá hủy một cách có hệ thống khả năng tấn công của Nhật Bản khi đảo qua Thái Bình Dương. Để buộc phải đầu hàng, người Mỹ đã ném bom một cách có hệ thống vào các thành phố của Nhật Bản, mà đỉnh điểm là các vụ ném bom nguyên tử ở Hiroshima và Nagasaki vào tháng 8 năm 1945. Nhật Bản đầu hàng và phải chịu bảy năm chiếm đóng quân sự của Hoa Kỳ, trong đó những người chiếm đóng Hoa Kỳ dưới sự chỉ huy của Tướng Douglas MacArthur đã loại bỏ yếu tố quân sự và xây dựng lại hệ thống kinh tế và chính trị để biến Nhật Bản thành một nền dân chủ.
Trong những năm 1950 và 1960, Nhật Bản tuy trung lập nhưng đã phát triển nhanh chóng bằng cách cung cấp cho các cuộc chiến tranh của Mỹ ở Hàn Quốc và Việt Nam. Mối quan hệ thương mại đặc biệt thịnh vượng kể từ đó, với ô tô và điện tử tiêu dùng của Nhật Bản được đặc biệt ưa chuộng, và Nhật Bản trở thành cường quốc kinh tế thứ hai trên thế giới sau Hoa Kỳ. (Năm 2010 nó tụt xuống vị trí thứ ba sau Trung Quốc). Từ cuối thế kỷ 20 trở đi, Hoa Kỳ và Nhật Bản có mối quan hệ chính trị, kinh tế và quân sự vững chắc và rất tích cực. Hoa Kỳ coi Nhật Bản là một trong những đồng minh và đối tác thân thiết nhất. Nhật Bản hiện là một trong những quốc gia thân Mỹ nhất trên thế giới, với 67% người Nhật coi trọng Hoa Kỳ, theo một cuộc khảo sát năm 2018 của Pew; và 75% nói rằng họ tin tưởng Hoa Kỳ thay vì 7% đối với Trung Quốc. Hầu hết người Mỹ nhìn chung đều đánh giá tích cực về Nhật Bản, với 81% xem Nhật Bản có lợi trong năm 2013, nhận thức có lợi nhất về Nhật Bản trên thế giới, sau Indonesia.
Trong những năm gần đây, Thủ tướng Nhật Bản Shinzō Abe đã có mối quan hệ tốt đẹp với các Tổng thống Hoa Kỳ Barack Obama và Donald Trump, với một số cuộc gặp hữu nghị tại Hoa Kỳ và Nhật Bản, và các hội nghị quốc tế khác. Vào tháng 5 năm 2019, Tổng thống Trump đã trở thành nhà lãnh đạo nước ngoài đầu tiên gặp tân Hoàng đế Naruhito.